# Ligue des champions de tennis de table 2017-2018
Navigation
Ligue des Champions
2016-2017 Ligue des Champions 
2018-2019
La 20e édition de la Ligue des champions de tennis de table masculine comptant pour la saison 2017-2018 oppose les meilleures équipes des principaux championnats nationaux d'Europe. À noter la participation de quatre équipes françaises et trois allemandes, pays les plus représentés.
Chez les hommes, le club allemand du Borussia Düsseldorf s'impose face au tenant du titre, le club russe du TTCG Orenbourg qui tentait d'égaler le record de cinq titres remportés par Royal Villette Charleroi. Chez les femmes, le club croate du Dr. Casl Zagreb s'impose face au club turc de Bursa BB.

## Hommes

### Équipes engagées
| #  | Équipe | Équipe                             | 2016-2017                      | Points |
| -- | ------ | ---------------------------------- | ------------------------------ | ------ |
| 1  |        | TTCG Orenbourg                     | Vainqueur Ligue des Champions  | 8343   |
| 2  |        | Borussia Düsseldorf                | Finaliste Ligue des Champions  | 7658   |
| 3  |        | TTF Liebherr Ochsenhausen          | -                              | 7556   |
| 4  |        | UMMC Iekaterinbourg                | 1/2 finale ETTU Cup            | 7225   |
| 5  |        | FC Sarrebruck                      | 1/2 finale Ligue des Champions | 7130   |
| 6  |        | Dekorglass Dzialdowo               | -                              | 7036   |
| 7  |        | Stella Sports La Romagne           | Vainqueur ETTU Cup             | 6959   |
| 8  |        | AS Pontoise-Cergy TT               | 1/2 finale Ligue des Champions | 6946   |
| 9  |        | GV Hennebont                       | 1/4 finale Ligue des Champions | 6908   |
| 10 |        | Chartres ASTT                      | 1/4 finale Ligue des Champions | 6683   |
| 11 |        | TTC Ostrava 2016                   | Groupe Ligue des Champions     | 6552   |
| 12 |        | Dartom Bogoria Grodzisk Mazowiecki | 1/4 finale ETTU Cup            | 6390   |
| 13 |        | Sporting Clube de Portugal         | -                              | 6332   |
| 14 |        | Eslövs AI BTK                      | 1/4 finale Ligue des Champions | 6329   |
| 15 |        | SPG Walter Wels (de)               | 1/2 finale ETTU Cup            | 6100   |
| 16 |        | Roskilde Berdtennis BTK 61         | Groupe Ligue des Champions     | 5928   |

### Phase de poules
Les deux premières équipes de chaque groupe sont qualifiées pour les quarts de finale de la compétition. La troisième équipe est reversée en huitièmes de finale de l'ETTU Cup.

#### Tirage au sort
Le tirage au sort des poules est effectué le jeudi 29 juillet 2017 à Paris, au siège de la Fédération française de tennis de table.

#### Groupe A
Classement du groupe A.
| # | Équipe | Équipe                             | Pts | J | V | D | PG | PP | Diff |
| - | ------ | ---------------------------------- | --- | - | - | - | -- | -- | ---- |
| 1 |        | TTCG Orenbourg                     | 11  | 6 | 5 | 1 | 16 | 5  | 11   |
| 2 |        | Sporting Clube de Portugal         | 10  | 6 | 4 | 2 | 13 | 9  | 4    |
| 3 |        | AS Pontoise-Cergy TT               | 8   | 6 | 2 | 4 | 8  | 13 | -5   |
| 3 |        | Dartom Bogoria Grodzisk Mazowiecki | 7   | 6 | 1 | 6 | 7  | 15 | -8   |

Détails des rencontres du groupe A, journée par journée.
| #  | A/R    | Journée | Date       | Heure | Domicile                           | Domicile | Score | Score | Extérieur | Extérieur                          |
| -- | ------ | ------- | ---------- | ----- | ---------------------------------- | -------- | ----- | ----- | --------- | ---------------------------------- |
| 1  | Aller  | 1       | 28/09/2017 | 15:00 | TTCG Orenbourg                     |          | 3     | 0     |           | Dartom Bogoria Grodzisk Mazowiecki |
| 2  | Aller  | 1       | 28/09/2017 | 19:30 | AS Pontoise-Cergy TT               |          | 1     | 3     |           | Sporting Clube de Portugal         |
| 3  | Aller  | 2       | 12/10/2017 | 20:00 | Sporting Clube de Portugal         |          | 3     | 1     |           | Dartom Bogoria Grodzisk Mazowiecki |
| 4  | Aller  | 2       | 13/10/2017 | 20:00 | AS Pontoise-Cergy TT               |          | 0     | 3     |           | TTCG Orenbourg                     |
| 5  | Aller  | 3       | 26/10/2017 | 18:30 | Dartom Bogoria Grodzisk Mazowiecki |          | 0     | 3     |           | AS Pontoise-Cergy TT               |
| 6  | Aller  | 3       | 27/10/2017 | 14:00 | TTCG Orenbourg                     |          | 3     | 1     |           | Sporting Clube de Portugal         |
| 7  | Retour | 4       | 23/11/2017 | 20:00 | Sporting Clube de Portugal         |          | 3     | 0     |           | AS Pontoise-Cergy TT               |
| 8  | Retour | 4       | 24/11/2017 | 18:30 | Dartom Bogoria Grodzisk Mazowiecki |          | 0     | 3     |           | TTCG Orenbourg                     |
| 9  | Retour | 5       | 30/11/2017 | 18:30 | Dartom Bogoria Grodzisk Mazowiecki |          | 3     | 0     |           | Sporting Clube de Portugal         |
| 10 | Retour | 5       | 01/12/2017 | 13:30 | TTCG Orenbourg                     |          | 3     | 1     |           | AS Pontoise-Cergy TT               |
| 11 | Retour | 6       | 20/12/2017 | 19:30 | AS Pontoise-Cergy TT               |          | 3     | 1     |           | Dartom Bogoria Grodzisk Mazowiecki |
| 12 | Retour | 6       | 20/12/2017 | 20:00 | Sporting Clube de Portugal         |          | 3     | 1     |           | TTCG Orenbourg                     |

#### Groupe B
Classement du groupe B.
| # | Équipe | Équipe              | Pts | J | V | D | PG | PP | Diff |
| - | ------ | ------------------- | --- | - | - | - | -- | -- | ---- |
| 1 |        | FC Sarrebruck       | 11  | 6 | 5 | 1 | 16 | 4  | 12   |
| 2 |        | UMMC Iekaterinbourg | 11  | 6 | 5 | 1 | 16 | 9  | 7    |
| 3 |        | Chartres ASTT       | 8   | 6 | 2 | 4 | 7  | 16 | -9   |
| 4 |        | Eslövs AI BTK       | 6   | 6 | 0 | 6 | 8  | 18 | -10  |

Détails des rencontres du groupe B, journée par journée
| #  | A/R    | Journée | Date       | Heure | Domicile            | Domicile | Score | Score | Extérieur | Extérieur           |
| -- | ------ | ------- | ---------- | ----- | ------------------- | -------- | ----- | ----- | --------- | ------------------- |
| 1  | Aller  | 1       | 28/09/2017 | 16:00 | UMMC Iekaterinbourg |          | 3     | 0     |           | Chartres ASTT       |
| 2  | Aller  | 1       | 29/09/2017 | 19:30 | FC Sarrebruck       |          | 3     | 0     |           | Eslövs AI BTK       |
| 3  | Aller  | 2       | 13/10/2017 | 18:30 | FC Sarrebruck       |          | 3     | 1     |           | UMMC Iekaterinbourg |
| 4  | Aller  | 2       | 13/10/2017 | 19:00 | Eslövs AI BTK       |          | 2     | 3     |           | Chartres ASTT       |
| 5  | Aller  | 3       | 26/10/2017 | 16:00 | UMMC Iekaterinbourg |          | 3     | 2     |           | Eslövs AI BTK       |
| 6  | Aller  | 3       | 27/10/2017 | 19:00 | Chartres ASTT       |          | 0     | 3     |           | FC Sarrebruck       |
| 7  | Retour | 4       | 24/11/2017 | 19:00 | Chartres ASTT       |          | 1     | 3     |           | UMMC Iekaterinbourg |
| 8  | Retour | 4       | 24/11/2017 | 19:30 | Eslövs AI BTK       |          | 0     | 3     |           | FC Sarrebruck       |
| 9  | Retour | 5       | 30/11/2017 | 14:00 | UMMC Iekaterinbourg |          | 3     | 1     |           | FC Sarrebruck       |
| 10 | Retour | 5       | 01/12/2017 | 19:00 | Chartres ASTT       |          | 3     | 2     |           | Eslövs AI BTK       |
| 11 | Retour | 6       | 20/12/2017 | 18:30 | Eslövs AI BTK       |          | 2     | 3     |           | UMMC Iekaterinbourg |
| 12 | Retour | 6       | 20/12/2017 | 19:00 | FC Sarrebruck       |          | 3     | 0     |           | Chartres ASTT       |

#### Groupe C
Classement du groupe C.
| # | Équipe | Équipe                    | Pts | J | V | D | PG | PP | Diff |
| - | ------ | ------------------------- | --- | - | - | - | -- | -- | ---- |
| 1 |        | Stella Sports La Romagne  | 11  | 6 | 5 | 1 | 15 | 9  | 6    |
| 2 |        | TTF Liebherr Ochsenhausen | 10  | 6 | 4 | 2 | 14 | 9  | 5    |
| 3 |        | TTC Ostrava 2016          | 8   | 6 | 2 | 4 | 9  | 12 | -3   |
| 4 |        | SPG Walter Wels (de)      | 7   | 6 | 1 | 5 | 8  | 16 | -8   |

Détails des rencontres du groupe C, journée par journée.
| #  | A/R    | Journée | Date       | Heure | Domicile                  | Domicile | Score | Score | Extérieur | Extérieur                 |
| -- | ------ | ------- | ---------- | ----- | ------------------------- | -------- | ----- | ----- | --------- | ------------------------- |
| 1  | Aller  | 1       | 27/09/2017 | 19:00 | TTF Liebherr Ochsenhausen |          | 3     | 1     |           | TTC Ostrava 2016          |
| 2  | Aller  | 1       | 29/09/2017 | 19:30 | Stella Sports La Romagne  |          | 3     | 2     |           | SPG Walter Wels (de)      |
| 3  | Aller  | 2       | 11/10/2017 | 19:00 | SPG Walter Wels (de)      |          | 0     | 3     |           | TTC Ostrava 2016          |
| 4  | Aller  | 2       | 12/10/2017 | 19:30 | Stella Sports La Romagne  |          | 0     | 3     |           | TTF Liebherr Ochsenhausen |
| 5  | Aller  | 3       | 25/11/2017 | 18:00 | TTC Ostrava 2016          |          | 1     | 3     |           | Stella Sports La Romagne  |
| 6  | Aller  | 3       | 27/10/2017 | 19:30 | TTF Liebherr Ochsenhausen |          | 3     | 1     |           | SPG Walter Wels (de)      |
| 7  | Retour | 4       | 22/11/2017 | 18:00 | TTC Ostrava 2016          |          | 3     | 0     |           | TTF Liebherr Ochsenhausen |
| 8  | Retour | 4       | 23/11/2017 | 19:00 | SPG Walter Wels (de)      |          | 1     | 3     |           | Stella Sports La Romagne  |
| 9  | Retour | 5       | 29/11/2017 | 18:00 | TTC Ostrava 2016          |          | 1     | 3     |           | SPG Walter Wels (de)      |
| 10 | Retour | 5       | 01/12/2017 | 19:30 | TTF Liebherr Ochsenhausen |          | 2     | 3     |           | Stella Sports La Romagne  |
| 11 | Retour | 6       | 21/12/2017 | 19:00 | SPG Walter Wels (de)      |          | 1     | 3     |           | TTF Liebherr Ochsenhausen |
| 12 | Retour | 6       | 21/12/2017 | 19:30 | Stella Sports La Romagne  |          | 3     | 0     |           | TTC Ostrava 2016          |

#### Groupe D
Classement du groupe D.
| # | Équipe | Équipe                     | Pts | J | V | D | PG | PP | Diff |
| - | ------ | -------------------------- | --- | - | - | - | -- | -- | ---- |
| 1 |        | Borussia Düsseldorf        | 11  | 6 | 5 | 1 | 17 | 9  | 8    |
| 2 |        | Roskilde Berdtennis BTK 61 | 9   | 6 | 3 | 3 | 11 | 14 | -3   |
| 3 |        | Dekorglass Dzialdowo       | 8   | 6 | 2 | 4 | 12 | 15 | -3   |
| 4 |        | GV Hennebont               | 8   | 6 | 2 | 4 | 12 | 14 | -2   |

Détails des rencontres du groupe D, journée par journée.
| #  | A/R    | Journée | Date       | Heure | Domicile                   | Domicile | Score | Score | Extérieur | Extérieur                  |
| -- | ------ | ------- | ---------- | ----- | -------------------------- | -------- | ----- | ----- | --------- | -------------------------- |
| 1  | Aller  | 1       | 29/09/2017 | 17:00 | Dekorglass Dzialdowo       |          | 2     | 3     |           | Roskilde Berdtennis BTK 61 |
| 2  | Aller  | 1       | 29/09/2017 | 18:30 | Borussia Düsseldorf        |          | 2     | 3     |           | GV Hennebont               |
| 3  | Aller  | 2       | 13/10/2017 | 18:00 | Dekorglass Dzialdowo       |          | 2     | 3     |           | Borussia Düsseldorf        |
| 4  | Aller  | 2       | 13/10/2017 | 19:30 | Roskilde Berdtennis BTK 61 |          | 0     | 3     |           | GV Hennebont               |
| 5  | Aller  | 3       | 26/10/2017 | 20:00 | GV Hennebont               |          | 2     | 3     |           | Dekorglass Dzialdowo       |
| 6  | Aller  | 3       | 27/10/2017 | 18:30 | Borussia Düsseldorf        |          | 3     | 2     |           | Roskilde Berdtennis BTK 61 |
| 7  | Retour | 4       | 22/11/2017 | 19:00 | Roskilde Berdtennis BTK 61 |          | 3     | 1     |           | Dekorglass Dzialdowo       |
| 8  | Retour | 4       | 24/11/2017 | 20:00 | GV Hennebont               |          | 1     | 3     |           | Borussia Düsseldorf        |
| 9  | Retour | 5       | 29/11/2017 | 19:00 | Borussia Düsseldorf        |          | 3     | 1     |           | Dekorglass Dzialdowo       |
| 10 | Retour | 5       | 01/12/2017 | 20:00 | GV Hennebont               |          | 2     | 3     |           | Roskilde Berdtennis BTK 61 |
| 11 | Retour | 6       | 21/12/2017 | 18:00 | Dekorglass Dzialdowo       |          | 3     | 1     |           | GV Hennebont               |
| 12 | Retour | 6       | 21/12/2017 | 18:30 | Roskilde Berdtennis BTK 61 |          | 0     | 3     |           | Borussia Düsseldorf        |

### Phase finale
|  | Quarts de finale                 | Quarts de finale                 |                  |       | Demi-finales                            | Demi-finales                            |  |  | Finale                                                              | Finale                                                              |
|  | Quarts de finale                 | Quarts de finale                 |                  |       | Demi-finales                            | Demi-finales                            |  |  | Finale                                                              | Finale                                                              |
|  |                                  |                                  |                  |       |                                         |                                         |  |  |                                                                     |                                                                     |
|  | Allers du 24/01, Retours du 9/02 | Allers du 24/01, Retours du 9/02 |                  |       | Allers 15/16 mars, retours 6 avril 2018 | Allers 15/16 mars, retours 6 avril 2018 |  |  | Aller à Düsseldorf le 13 mai 2018 Retour à Orenbourg le 18 mai 2018 | Aller à Düsseldorf le 13 mai 2018 Retour à Orenbourg le 18 mai 2018 |
|  | Allers du 24/01, Retours du 9/02 | Allers du 24/01, Retours du 9/02 |                  |       | Allers 15/16 mars, retours 6 avril 2018 | Allers 15/16 mars, retours 6 avril 2018 |  |  | Aller à Düsseldorf le 13 mai 2018 Retour à Orenbourg le 18 mai 2018 | Aller à Düsseldorf le 13 mai 2018 Retour à Orenbourg le 18 mai 2018 |
|  | TTCG Orenbourg                   | 3 ; 3                            |                  |       | Allers 15/16 mars, retours 6 avril 2018 | Allers 15/16 mars, retours 6 avril 2018 |  |  | Aller à Düsseldorf le 13 mai 2018 Retour à Orenbourg le 18 mai 2018 | Aller à Düsseldorf le 13 mai 2018 Retour à Orenbourg le 18 mai 2018 |
|  | TTCG Orenbourg                   | 3 ; 3                            |                  |       | Allers 15/16 mars, retours 6 avril 2018 | Allers 15/16 mars, retours 6 avril 2018 |  |  | Aller à Düsseldorf le 13 mai 2018 Retour à Orenbourg le 18 mai 2018 | Aller à Düsseldorf le 13 mai 2018 Retour à Orenbourg le 18 mai 2018 |
|  | Roskilde Bordtennis              | 0 ; 0                            |                  |       | Allers 15/16 mars, retours 6 avril 2018 | Allers 15/16 mars, retours 6 avril 2018 |  |  | Aller à Düsseldorf le 13 mai 2018 Retour à Orenbourg le 18 mai 2018 | Aller à Düsseldorf le 13 mai 2018 Retour à Orenbourg le 18 mai 2018 |
|  | Roskilde Bordtennis              | 0 ; 0                            | TTCG Orenbourg   | 3 ; 3 |                                         |                                         |  |  | Aller à Düsseldorf le 13 mai 2018 Retour à Orenbourg le 18 mai 2018 | Aller à Düsseldorf le 13 mai 2018 Retour à Orenbourg le 18 mai 2018 |
|  |                                  |                                  | TTCG Orenbourg   | 3 ; 3 |                                         |                                         |  |  | Aller à Düsseldorf le 13 mai 2018 Retour à Orenbourg le 18 mai 2018 | Aller à Düsseldorf le 13 mai 2018 Retour à Orenbourg le 18 mai 2018 |
|  |                                  | Sporting CP                      | 0 ; 0            |       |                                         |                                         |  |  | Aller à Düsseldorf le 13 mai 2018 Retour à Orenbourg le 18 mai 2018 | Aller à Düsseldorf le 13 mai 2018 Retour à Orenbourg le 18 mai 2018 |
|  | Sporting CP                      | Sporting CP                      | 0 ; 0            | 3 ; 2 |                                         |                                         |  |  | Aller à Düsseldorf le 13 mai 2018 Retour à Orenbourg le 18 mai 2018 | Aller à Düsseldorf le 13 mai 2018 Retour à Orenbourg le 18 mai 2018 |
|  | Sporting CP                      |                                  |                  | 3 ; 2 |                                         |                                         |  |  | Aller à Düsseldorf le 13 mai 2018 Retour à Orenbourg le 18 mai 2018 | Aller à Düsseldorf le 13 mai 2018 Retour à Orenbourg le 18 mai 2018 |
|  | SS La Romagne                    | 1 ; 3                            |                  |       |                                         |                                         |  |  | Aller à Düsseldorf le 13 mai 2018 Retour à Orenbourg le 18 mai 2018 | Aller à Düsseldorf le 13 mai 2018 Retour à Orenbourg le 18 mai 2018 |
|  | SS La Romagne                    | 1 ; 3                            | TTCG Orenbourg   | 2 ; 1 |                                         |                                         |  |  |                                                                     |                                                                     |
|  |                                  |                                  | TTCG Orenbourg   | 2 ; 1 |                                         |                                         |  |  |                                                                     |                                                                     |
|  |                                  | Borussia Düsseldorf              | 3 ; 3            |       |                                         |                                         |  |  |                                                                     |                                                                     |
|  | FC Sarrebruck                    | Borussia Düsseldorf              | 3 ; 3            | 3 ; 1 |                                         |                                         |  |  |                                                                     |                                                                     |
|  | FC Sarrebruck                    |                                  |                  | 3 ; 1 |                                         |                                         |  |  |                                                                     |                                                                     |
|  | TTC Ochsenhausen                 | 2 ; 3                            |                  |       |                                         |                                         |  |  |                                                                     |                                                                     |
|  | TTC Ochsenhausen                 | 2 ; 3                            | TTC Ochsenhausen | 3 ; 2 |                                         |                                         |  |  |                                                                     |                                                                     |
|  |                                  |                                  | TTC Ochsenhausen | 3 ; 2 |                                         |                                         |  |  |                                                                     |                                                                     |
|  |                                  | Borussia Düsseldorf              | 2 ; 3            |       |                                         |                                         |  |  |                                                                     |                                                                     |
|  | UMMC Iekaterinbourg              | Borussia Düsseldorf              | 2 ; 3            | 0 ; 3 |                                         |                                         |  |  |                                                                     |                                                                     |
|  | UMMC Iekaterinbourg              |                                  |                  | 0 ; 3 |                                         |                                         |  |  |                                                                     |                                                                     |
|  | Borussia Düsseldorf              | 3 ; 2                            |                  |       |                                         |                                         |  |  |                                                                     |                                                                     |
|  | Borussia Düsseldorf              | 3 ; 2                            |                  |       |                                         |                                         |  |  |                                                                     |                                                                     |

- Borussia Düsseldorf remporte sa 5eme Ligue des champions, sa 11eme C1[1].

- L'équipe victorieuse est composée de : Timo Boll, Anton Källberg, Kristian Karlsson et de Stefan Fegerl.

## Compétition féminine

### Phase de poules
Les équipes sont réparties dans quatre poules de 3, les deux premiers sont qualifiés pour le tour suivant, le dernier est reversé en ETTU CUP.

#### Groupe A
| Cl | Équipes                           | Pts | J | V | D | PP-PC | Diff |
| -- | --------------------------------- | --- | - | - | - | ----- | ---- |
| 1  | KTS Zamek Tarnobrzeg              | 8   | 4 | 4 | 0 | 12-1  | +11  |
| 2  | CP Lys-lez-Lannoy Lille Métropole | 6   | 4 | 2 | 2 | 7-7   | 0    |
| 3  | TuS Bad Driburg                   | 4   | 4 | 0 | 4 | 1-12  | -11  |

| Journée     | Date  | Domicile    | Domicile | Score | Score | Extérieur | Extérieur   |
| ----------- | ----- | ----------- | -------- | ----- | ----- | --------- | ----------- |
| 1re journée | 29/09 | Tarnobrzeg  |          | 3     | 0     |           | Bad Driburg |
| 2e journée  | 13/10 | Lille       |          | 1     | 3     |           | Tarnobrzeg  |
| 3e journée  | 20/10 | Bad Driburg |          | 1     | 3     |           | Lille       |
| 4e journée  | 24/11 | Bad Driburg | 0        |       | 3     |           | Tarnobrzeg  |
| 5e journée  | 01/12 | Tarnobrzeg  |          | 3     | 0     |           | Lille       |
| 6e journée  | 19/12 | Lille       |          | 3     | 0     |           | Bad Driburg |

#### Groupe B
| Cl | Équipes            | Pts | J | V | D | PP-PC | Diff |
| -- | ------------------ | --- | - | - | - | ----- | ---- |
| 1  | Bursa BB           | 8   | 4 | 4 | 0 | 12-5  | +7   |
| 2  | Linz AG Froschberg | 5   | 4 | 1 | 3 | 7-9   | -2   |
| 3  | UCAM Cartagène     | 5   | 4 | 1 | 3 | 5-10  | -5   |

| Journée     | Date  | Domicile  | Domicile | Score | Score | Extérieur | Extérieur |
| ----------- | ----- | --------- | -------- | ----- | ----- | --------- | --------- |
| 1re journée | 01/10 | Bursa     |          | 3     | 2     |           | Linz      |
| 2e journée  | 13/10 | Cartagène |          | 1     | 3     |           | Bursa     |
| 3e journée  | 21/10 | Linz      |          | 3     | 0     |           | Cartagène |
| 4e journée  | 26/11 | Linz      |          | 1     | 3     |           | Bursa     |
| 5e journée  | 02/12 | Bursa     |          | 3     | 1     |           | Cartagène |
| 6e journée  | 20/12 | Cartagène |          | 3     | 1     |           | Linz      |

#### Groupe C
| Cl | Équipes             | Pts | J | V | D | PP-PC | Diff |
| -- | ------------------- | --- | - | - | - | ----- | ---- |
| 1  | Dr. Casl            | 8   | 4 | 4 | 0 | 12-2  | +10  |
| 2  | Szekszard AC        | 5   | 4 | 1 | 3 | 5-10  | -5   |
| 3  | ALCL Grand-Quevilly | 5   | 4 | 1 | 3 | 6-11  | -5   |

| Journée     | Date  | Domicile       | Domicile | Score | Score | Extérieur      | Extérieur |
| ----------- | ----- | -------------- | -------- | ----- | ----- | -------------- | --------- |
| 1re journée | 01/10 | Dr. Casl       |          | 3-1   |       | Grand-Quevilly |           |
| 2e journée  | 13/10 | Szekszard      |          | 0-3   |       | Dr. Casl       |           |
| 3e journée  | 20/10 | Grand-Quevilly |          | 1-3   |       | Szekszard      |           |
| 4e journée  | 24/11 | Grand-Quevilly |          | 1-3   |       | Dr. Casl       |           |
| 5e journée  | 03/12 | Dr. Casl       |          | 3-0   |       | Szekszard      |           |
| 6e journée  | 19/12 | Szekszard      |          | 2-3   |       | Grand-Quevilly |           |

#### Groupe D
| Cl | Équipes             | Pts | J | V | D | PP-PC | Diff |
| -- | ------------------- | --- | - | - | - | ----- | ---- |
| 1  | TTC Berlin Eastside | 7   | 4 | 3 | 1 | 9-5   | +4   |
| 2  | TT Saint-Quentin    | 6   | 4 | 2 | 2 | 7-10  | -3   |
| 3  | SKST Mart Hodonin   | 5   | 4 | 1 | 3 | 8-9   | -1   |

| Journée     | Date  | Domicile      | Domicile | Score | Score | Extérieur     | Extérieur |
| ----------- | ----- | ------------- | -------- | ----- | ----- | ------------- | --------- |
| 1re journée | 01/10 | Berlin        |          | 3-1   |       | Hodonin       |           |
| 2e journée  | 13/10 | Saint-Quentin |          | 0-3   |       | Berlin        |           |
| 3e journée  | 20/10 | Hodonin       |          | 2-3   |       | Saint-Quentin |           |
| 4e journée  | 24/11 | Hodonin       |          | 3-0   |       | Berlin        |           |
| 5e journée  | 01/12 | Berlin        |          | 3-1   |       | Saint-Quentin |           |
| 6e journée  | 19/12 | Saint-Quentin |          | 3-2   |       | Hodonin       |           |

### Phase finale
|  | Quarts de finale                             | Quarts de finale                             |                 |       | Demi-finales              | Demi-finales              |  |  | Finale                           | Finale                           |
|  | Quarts de finale                             | Quarts de finale                             |                 |       | Demi-finales              | Demi-finales              |  |  | Finale                           | Finale                           |
|  |                                              |                                              |                 |       |                           |                           |  |  |                                  |                                  |
|  | Allers du 26 au 28/01, Retours du 9 au 10/02 | Allers du 26 au 28/01, Retours du 9 au 10/02 |                 |       | aller 18/03, retour 06/04 | aller 18/03, retour 06/04 |  |  | aller 13 mai, retour 18 mai 2018 | aller 13 mai, retour 18 mai 2018 |
|  | Allers du 26 au 28/01, Retours du 9 au 10/02 | Allers du 26 au 28/01, Retours du 9 au 10/02 |                 |       | aller 18/03, retour 06/04 | aller 18/03, retour 06/04 |  |  | aller 13 mai, retour 18 mai 2018 | aller 13 mai, retour 18 mai 2018 |
|  | Szekszard AC                                 | 0 ; 3                                        |                 |       | aller 18/03, retour 06/04 | aller 18/03, retour 06/04 |  |  | aller 13 mai, retour 18 mai 2018 | aller 13 mai, retour 18 mai 2018 |
|  | Szekszard AC                                 | 0 ; 3                                        |                 |       | aller 18/03, retour 06/04 | aller 18/03, retour 06/04 |  |  | aller 13 mai, retour 18 mai 2018 | aller 13 mai, retour 18 mai 2018 |
|  | TTC Berlin Eastside                          | 3 ; 2                                        |                 |       | aller 18/03, retour 06/04 | aller 18/03, retour 06/04 |  |  | aller 13 mai, retour 18 mai 2018 | aller 13 mai, retour 18 mai 2018 |
|  | TTC Berlin Eastside                          | 3 ; 2                                        | Bursa BB        | 3 ; 1 |                           |                           |  |  | aller 13 mai, retour 18 mai 2018 | aller 13 mai, retour 18 mai 2018 |
|  |                                              |                                              | Bursa BB        | 3 ; 1 |                           |                           |  |  | aller 13 mai, retour 18 mai 2018 | aller 13 mai, retour 18 mai 2018 |
|  |                                              | TTC Berlin Eastside                          | 0 ; 3           |       |                           |                           |  |  | aller 13 mai, retour 18 mai 2018 | aller 13 mai, retour 18 mai 2018 |
|  | Bursa BB                                     | TTC Berlin Eastside                          | 0 ; 3           | 3 ;3  |                           |                           |  |  | aller 13 mai, retour 18 mai 2018 | aller 13 mai, retour 18 mai 2018 |
|  | Bursa BB                                     |                                              |                 | 3 ;3  |                           |                           |  |  | aller 13 mai, retour 18 mai 2018 | aller 13 mai, retour 18 mai 2018 |
|  | TT Saint-Quentin                             | 1 ; 0                                        |                 |       |                           |                           |  |  | aller 13 mai, retour 18 mai 2018 | aller 13 mai, retour 18 mai 2018 |
|  | TT Saint-Quentin                             | 1 ; 0                                        | Bursa BB        | 2 ; 0 |                           |                           |  |  |                                  |                                  |
|  |                                              |                                              | Bursa BB        | 2 ; 0 |                           |                           |  |  |                                  |                                  |
|  |                                              | Dr. Casl Zagreb                              | 3 ; 3           |       |                           |                           |  |  |                                  |                                  |
|  | Lille Metropole                              | Dr. Casl Zagreb                              | 3 ; 3           | 0 ; 1 |                           |                           |  |  |                                  |                                  |
|  | Lille Metropole                              | aller 16/03, retour 07/04                    |                 | 0 ; 1 |                           |                           |  |  |                                  |                                  |
|  | Dr. Casl Zagreb                              | 3 ; 3                                        |                 |       |                           |                           |  |  |                                  |                                  |
|  | Dr. Casl Zagreb                              | 3 ; 3                                        | Dr. Casl Zagreb | 2 ; 3 |                           |                           |  |  |                                  |                                  |
|  |                                              |                                              | Dr. Casl Zagreb | 2 ; 3 |                           |                           |  |  |                                  |                                  |
|  |                                              | KTS Zamek Tarnobrzeg                         | 3 ; 1           |       |                           |                           |  |  |                                  |                                  |
|  | Linz AG Froschberg                           | KTS Zamek Tarnobrzeg                         | 3 ; 1           | 1 ; 1 |                           |                           |  |  |                                  |                                  |
|  | Linz AG Froschberg                           |                                              |                 | 1 ; 1 |                           |                           |  |  |                                  |                                  |
|  | KTS Zamek Tarnobrzeg                         | 3 ; 3                                        |                 |       |                           |                           |  |  |                                  |                                  |
|  | KTS Zamek Tarnobrzeg                         | 3 ; 3                                        |                 |       |                           |                           |  |  |                                  |                                  |